# 伊万·延森
伊万·延森（丹麥語：Ivan Jensen，1922年11月10日—2009年1月26日），丹麦男子足球运动员，场上位置是中场。他曾代表丹麦国奥队参加1948年夏季奥林匹克运动会足球比赛，获得一枚铜牌。